# Régine Deforges
Régine Deforges (født 15. august 1935, død 3. april 2014) var en fransk forfatter og feminist.
Hun blev født i Montmorillon, Vienne og er sommetider blevet kaldt "Ypperstepræsten for den franske erotiske litteratur". Deforges var den første kvinde, som ejede og drev et forlag i Frankrig. I årenes løb blev hun censureret, anklaget og idømt store bøder for at udgive "usømmelig" litteratur. Den første bog, hun udgav, var: Le Con d'Irène (under den nedtonede titel Irène – oversat til dansk er titlen "Irenes kusse"), som tilskrives Louis Aragon. Den blev beslaglagt kun 48 timer efter at være sat til salg, den 22. marts 1968. Deforges blev senere dømt for "krænkelse af sædeligheden" og frataget sine borgerlige rettigheder.
Hendes roman Pigen med den blå cykel (originaltitel La Bicyclette bleue), som blev udgivet i 1981, var den største bestseller i Frankrig og blev solgt i mere end 10 millioner eksemplarer. I 2000 blev den omsat til en fjernsynsserie. Det er en historie om kærlighed, besættelse og overlevelse, som udspiller sig under 2. verdenskrig, hvor Frankrig var besat af Nazi-tyskland.
Hun var præsident for Société des Gens de Lettres de France og medlem af Prix Femina-juryen.
Deforges var mor til to børn og boede i Paris.

### Romaner og noveller
- 1975 O m'a dit ("O fortalte mig"), samtaler med udgiveren af O's historie
- 1976 Blanche et Lucie ("Blanche og Lucie"), novelle om hendes to bedstemødre
- 1978 Le Cahier volé ("Det stjålne charteque"), novelle, delvis inspireret af en barndom med skolegang i École Saint-Martial de Montmorillon
- 1980 Les Contes pervers ("Perverterede fortællinger"), hendes første erotiske værk, senere tilpasset til film
- 1981 La Révolte des nonnes (Nonnernes oprør", tilpasset til tv som L'Enfant des Loups ("Ulvenes barn") i 1991
- 1982 Les Enfants de Blanche ("Blanches børn"), en fortsættelse af Blanche et Lucie
- Sur les bords de la Gartempe ("På Gartempes bredder"), dækker både Blanche et Lucie, Les Enfants de Blanche og Le Cahier volé
- 1983 Lola et quelques autres ("Lola og nogle (få) andre"), novellesamling
- 1986 L'Orage, ("Torden")
- 1987 Pour l'amour de Marie Salat ("Af kærlighed til Marie Salat")
- 1989 Sous le ciel de Novgorod ("Under Novgorods himmel")
- 1994 Troubles de femmes ("Kvinders problemer"), novelle
- Journal d'un éditeur ("En udgivers avis")
- 1999 Rencontres ferroviaires ("Jernbanemøder")
- 2001 La petite fille au manteau rose ("Den lille pige i den lyserøde frakke"), novelle i Chemin faisant, en samling historier med temaet offentlig transport
- La Hire, ou la colère de Jeanne ("La Hire, eller Jeannes vrede"), historisk novelle om Jeanne d'Arc
- 2004 Le collier de perles ("Perlekæden") ISBN 2-226-15510-4 / 2006 : Lommeudgave, ISBN 2-253-11767-6

#### Pigen med den blå cykel
- 1981 : La Bicyclette bleue ("Pigen med den blå cykel"/ 1987 :
- 1983 : 101, avenue Henri Martin ("I Krig og Kærlighed") / 1987 : Lommeudgave
- 1985 : Le Diable en rit encore ("Djævelen ler stadig" / 1988 : Lommeudgave
- 1991 : Noir tango ("Sort Tango") / 1993 : Lommeudgave
- 1994 : Rue de la Soie ("Silkevejen") / 1996 : Lommeudgave
- 1996 : La Dernière colline ("Det sidste højdedrag") / 1999 : Lommeudgave
- 1999 : Cuba libre! ("Cuba libre!") / 2001 : Lommeudgave
- 2001 : Alger, ville blanche ("Algier – hvid by") / 2003 : Lommeudgave
- 2003 : Les Généraux du crépuscule ("Tusmørkets generaler") / 2005 : Lommeudgave
- 2007 : Et quand vient la fin du voyage ("Og når rejsen ender...")

### Essays
- 1999 Entre femmes ("Blandt kvinder")
- 1997 'Fragments ("Fragmenter")
- 1997 Les Non-dits de Régine Deforges ("Mine tabuer")
- 1995 Roger Stéphane ou la passion d’admirer ("Roger Stéphane, eller lidenskaben at beundre")
- 1999 Camilo ("Camilo")

### Antologier
- 1980 Les Cent plus beaux cris de femmes ("De hundrede smukkeste kvindeskrig")
- 1999 La Chanson d’amour, petite anthologie ("Kærlighedssangen")
- 1993 Poèmes de femmes ("Digte af kvinder")

### Eventyr
- 1982 Léa au pays des dragons, ("Léa i dragernes land")
- 1985 L’Apocalypse de saint Jean ("Johannes' åbenbaring")
- 1995 L’Arche de Noé de grand-mère ("Bedstemors Noas ark")
- 1991 Léa au pays des dragons (genudgivelse af Nathan)
- 1991 Léa et les diables ("Léa og dæmonerne")
- 1992Léa et les fantômes ("Léa og spøgelserne")
- 1992 Le Couvent de sœur Isabelle ("Søster Isabelles kloster")
- 1993 Les Chiffons de Lucie ("Lucies klude", )
- 1994 Les Poupées de grand-mère ("Bedstemors dukker")

## Filmatiseringer
- 1980 Les Filles de madame Claude ("Madame Claudes døtre")